# فرست ایر
فرست ایر (به انگلیسی: First Air) یک شرکت هواپیمایی با کد یاتا 7F است که در ۱۹۴۶ میلادی تأسیس شده‌است. قطب فرست ایر در فرودگاه یلونایف قرار دارد.